# Yegor Tolstoy
El Conde Yegor Petrovich Tolstoy (19 de julio de 1802 - 12 de marzo de 1874; en ruso: Егор Петрович Толстой) fue un teniente general y senador ruso, gobernador de Taganrog, Kaluga y Penza.

## Carrera militar
Hijo de Piotr Aleksándrovich Tolstoy, Yegor Tolstoy nació el 9 de julio de 1802 en el seno de la familia Tolstoy. Recibió educación en casa y en 1819 se enroló para servir en el regimiento Uglitsk. En 1821, fue transferido a un regimiento de cazadores de la Guardia Leib. Tolstoy fue ayudante de campo del general Alexander von Neidgart, y fue estacionado en Laibach (Liubliana) durante el Congreso, donde fue designado jefe del cuartel general ruso del destacamento contra el Piedemonte. En 1826, el Conde Tolstoy participó en la guerra ruso-persa, 1826-1828, sirviendo como ayudante de campo del Mayor General y Príncipe Aleksandr Serguéyevich Ménshikov. El 21 de abril de 1827, Tolstoy fue designado ayudante de campo del emperador Nicolás I de Rusia. Durante la campaña de la guerra ruso-turca, 1828-1829, fue condecorado con la Orden de San Jorge de 4ª clase y con el rango de coronel por la acción en el sitio de Anapa. Fue condecorado con la espada dorada por la restauración de la comunicación entre el ejército principal y el cuerpo del general Loggin Rot en julio del mismo año; y fue herido en la cabeza durante el sitio de Varna. En 1831, Yegor Tolstoy participó en las acciones militares contra los rebeldes polacos durante el Levantamiento de Noviembre y fue condecorado con la Orden de San Vladimir de 3ª clase por la toma de Varsovia.

## Obra de gobierno
En 1835 el Conde Tolstoy recibió una designación en el Ministerio del Interior y dio su renuncia en 1840. En abril de 1851, fue designado gobernador de Kaluga, y el 24 de abaril de 1854 gobernador general de la ciudad de Taganrog. Tolstoy ocupó este puesto hasta septiembre de 1856 y participó en la defensa de la ciudad del bombardeo y operaciones de desembarco durante el sitio de Taganrog en 1855. El 31 de agosto de 1859 fue designado gobernador de Penza y el 4 de agosto de 1861, senador de Rusia. En 1870, fue condecorado con la Orden de San Alejandro Nevski por los 50 años de servicio. El Conde Yegor Tolstoy murió el 12 de marzo de 1874.